# 중산층
중산층(中産層, 영어: middle class) 또는 중산 계급(中産階級)은 고전적인 마르크스주의 이론에 의할 때 프롤레타리아 계급에 속한다고 보기에는 사유재산을 가지고 있지만, 자본가에는 끼지 못하는 계층을 의미한다. 중간층 또는 화이트 칼라라고도 불린다.
중산층은 종종 직업, 소득, 교육 또는 사회적 지위로 정의되는 사회적 계층의 중간에 있는 사람들을 말한다. 이 용어는 역사적으로 현대성과 관련이 있다. 그리고 중산층이라는 용어는 자본주의와 정치적 논쟁에서도 자주 사용된다. 중산층에 대한 일반적인 정의는 국가 소득 계층의 5분의 1에 해당하는 사람부터 가장 가난하고 부유한 20%를 제외한 모든 사람까지 다양하다. "관심의 역설"과 같은 이론들은 중산층의 규모와 부의 분배 데이터를 결정하기 위해 10분위 그룹과 부의 분배 데이터를 사용한다.
용어는 미국에서 다르며, 중산층이라는 용어는 다른 나라에서 노동자 계급으로 묘사될 수 있는 사람들을 의미한다. 시간이 지남에 따라 전 세계 중산층이 크게 성장했다. 2009년 2월, 이코노미스트는 신흥국의 급속한 성장으로 인해 전 세계 인구의 절반 이상이 중산층에 속한다고 주장했다. 중산층은 합리적인 재량 소득을 가지고 있으며, 기본적인 식비와 쉼터 비용을 지불한 후 소득의 약 3분의 1이 재량 지출로 남는 시점부터 시작된다고 정의했다.

## 형성
19세기 후반 마르크스는 자본주의가 발달하면 할수록 빈부의 차이는 심해질 것으로 보았다. 그러나 19세기 말의 독일 사회민주당의 베른슈타인은 사유재산을 인정하는 자본주의가 발달하면 중산 계급이 대두할 것으로 내다보았다.
세계 대공황 후 영국의 경제학자 케인즈가 발전시킨 재정 정책이 실현되자 자본주의는 자정력을 갖추게 되었다. 이익을 독점하고 있으면 언제든지 프롤레타리아와 자본가간의 계급투쟁이 뿌리인 사회혁명의 도화선이 될 수 있기 때문에, 이 점을 깨달은 자본가 계급은 노동조합에 양보하여, 자본에 협력하면 노동자에게도 그 이익 중의 몫을 더 많이 주는 시스템을 발전시켰다. 그리하여 그 후 중산 계층의 육성이 사회의 통합과 유지를 위한 사회와 정부의 중요한 과제가 되었다.

## 해석
사회학에서는 중산 계급을 신중간층이라 부르고, 마르크스주의에서는 상층 프롤레타리아라고 이해함으로써 중산계급도 프롤레타리아라는 사실을 강조하고 있다. 왜냐하면 중간계급은 프롤레타리아 계급과는 달리 사유재산이 있지만, 자본가에게 노동력을 제공해야 하는 프롤레타리아이기 때문이다. 그리하여 이들을 "후발 노동자"라고도 부른다.

## 현대사회의 중산층
근대시민사회의 성립은 승려와 봉건귀족에 이어 '제3신분(第三身分)'으로서의 시민계급을 형성했지만 자본주의 발전에 따라 자본가계급과 노동자계급에의 분열이 이루어지고 남은 부분이 중간층으로서 존속하였다. 중간층의 내용은 중소기업주·소상인·자영농민·지주·금리생활자·자유업자 등이다. 이 층을 화이트 칼라인 신중간층(新中間層)과 구별하는 의미에서 구중간층(舊中間層)이라고 한다. 구중간층은 기본적으로는 시민계급의 계층 분해과정에서 과도적 존재이기 때문에 그 성격은 실로 중간적이어서 독점자본가와 노동자의 중간에 위치한다. 구중간층의 대부분은 적지만 일정한 자본과 생산수단의 소유자이고 이러한 면에서 노동자와 다른 점을 가지고 있다. 반면 그들은 항상 대자본의 압박하에 있어 도산(倒産)의 위기와 임금노동자화의 위험에 직면하고 있다. 자본제(資本制) 생산의 본질과 자본주의적 경쟁의 격화는 자본의 집중과 노동자의 대량산출을 불가피하게 하고 그 때문에 구중간층의 몰락을 가져오지 않을 수 없었다. 그러나 이 분해과정은 직선코스로 진행된 것은 아니다. 산업 가운데에는 생산성이 낮아 대량생산에 적합하지 않은 부문이 있고 거기에서는 자본집중이 진행되지 않아 중소기업이 존속할 여지가 있다. 중소기업은 그 존립기반으로 보아 독립자영의 존재일 수가 없고 대기업에 종속하여 하청기업으로서 겨우 존속을 유지하고 있기도 한다. 대기업측에서 보면 불황시의 안전판으로서 중소기업을 육성 강화할 필요가 있는 것이다. 소상인은 상업의 도매단계에서는 자본 집중으로 말미암아 구축당하지만 소매단계에서는 아직도 존재이유를 갖고 있다. 농업분야에서는 지주제의 해체 후에도 농민의 계층분해가 철저하지 못한 채로 자영소농민이 광범위하게 존속하고 전체로서는 국가독점자본으로부터 이익을 침해 당하고 있는 면도 있다. 이와 같이 해서 구중간층은 자본주의 사회의 보족부분(補足部分)으로서 끊임없이 재형성된다.신중간층은 이에 대해서 자본주의 발전에 따라 급격히 증대한 사회적 부분이고 이제야말로 그 동향이 주목을 끌고 있다. 신중간층의 구성원은 화이트 칼라라고 일컬어지는 두뇌노동자의 일군(一群)이지만 이 층을 신중간층이라고 보는 것 자체가 문제가 있다. 자본주의 발전에 따른 상업부문의 비중이 증대하고 기술의 중요성이 증대한 것 등이 단순한 육체노동자와는 다른 새로운 두뇌노동자를 형성하고 그들이 직원이라는 공원(工員) 위에 서는 신분층에 편성되었다는 것은 사실이다. 그러나 기본적으로는 그들도 육체노동자와 마찬가지로 자본의 피고용자라는 점에서 노동자계급의 일부분이라고 생각된다. 이에 반해 상대적·부분적으로 블루 칼라보다 우월한 측면이 있고 또 그 출신계층이 구중간층인 자가 많기 때문에 화이트 칼라가 중간층 의식을 가질 가능성이 많다.

### 구중간층
중소기업주·소상인·자영농민·자유업자·금리 생활자 등으로 구성되는 구중간층은 기본적으로는 전(前)자본주의적 생산양식의 유물이고 자본주의 발전에서 그 중간적·동요적 성격은 점차 강화되어 온 것이 역사적 사실이다. 그 이유는 그것이 중간층이기 때문에 당연히 독점자본과 노동자 쌍방에 대하여 이해가 대립하는 관계에 있지만,  그 계층적 성격은 소자본가층(petit bourgeoisie)이라는 점에 있다. 그들은 끊임없이 대자본의 압박을 받아 위기에 직면하고 있지만 부르주아사회의 보족부분으로서 부단히 재생산되고 대자본에의 종속하에 존속되고 있다. 중소기업의 존립조건은 저렴한 노동력을 무제한으로 이용하는 점에 있다. 중소기업의 최하층을 이루는 영세기업에 있어서는 기업주 스스로가 노동에 종사하지 않을 수 없다. 어떻든 구중간층의 구성원은 그 의견상의 자영형태에도 불구하고 실질적으로는 대자본에 종속하지 않을 수 없다. 그러나 종속하면 할수록 그들의 노력 목표는 대자본으로서의 성장에 두게 되며 그들은 격렬한 자본주의 경쟁 가운데서 살아남기 위해 모든 개인적 수단을 쓰고 서로 이반(離反)하는 동시에 노동자에의 적의(敵意) 내지 차별의식을 나타낸다. 그러면서도 객관적 조건은 반드시 구중간층에 유리하게 전개되지 않기 때문에 그들의 공리적(功利的) 노력은 항상 초조하게 된다. 구중간층이 갖는 하나의 특성은 실로 그 모순에 찬 동요성에 있고 객관정세의 추이에 따라 고양(高揚)과 침체를 반복한다. 또한 출구(出口)가 없는 절망적 상황에 있어서의 초조감이 '프티 부르주아적 급진주의'를 형성하는 경우가 있다. 이 외견상의 급진성은 객관적 조건을 무시한 주관적 원망(願望)에 지나지 않기 때문에 지속성이 부족하고, 이윽고 패배주의로 전화하는 일이 많다. 광신적인 파시즘을 지탱한 계급기반이(독일 파시즘의 온상은 중간계급이었다) 동요적인 구중간층을 주체로 하고 있었던 이유도 여기에 있다.

## 용어의 역사와 진화

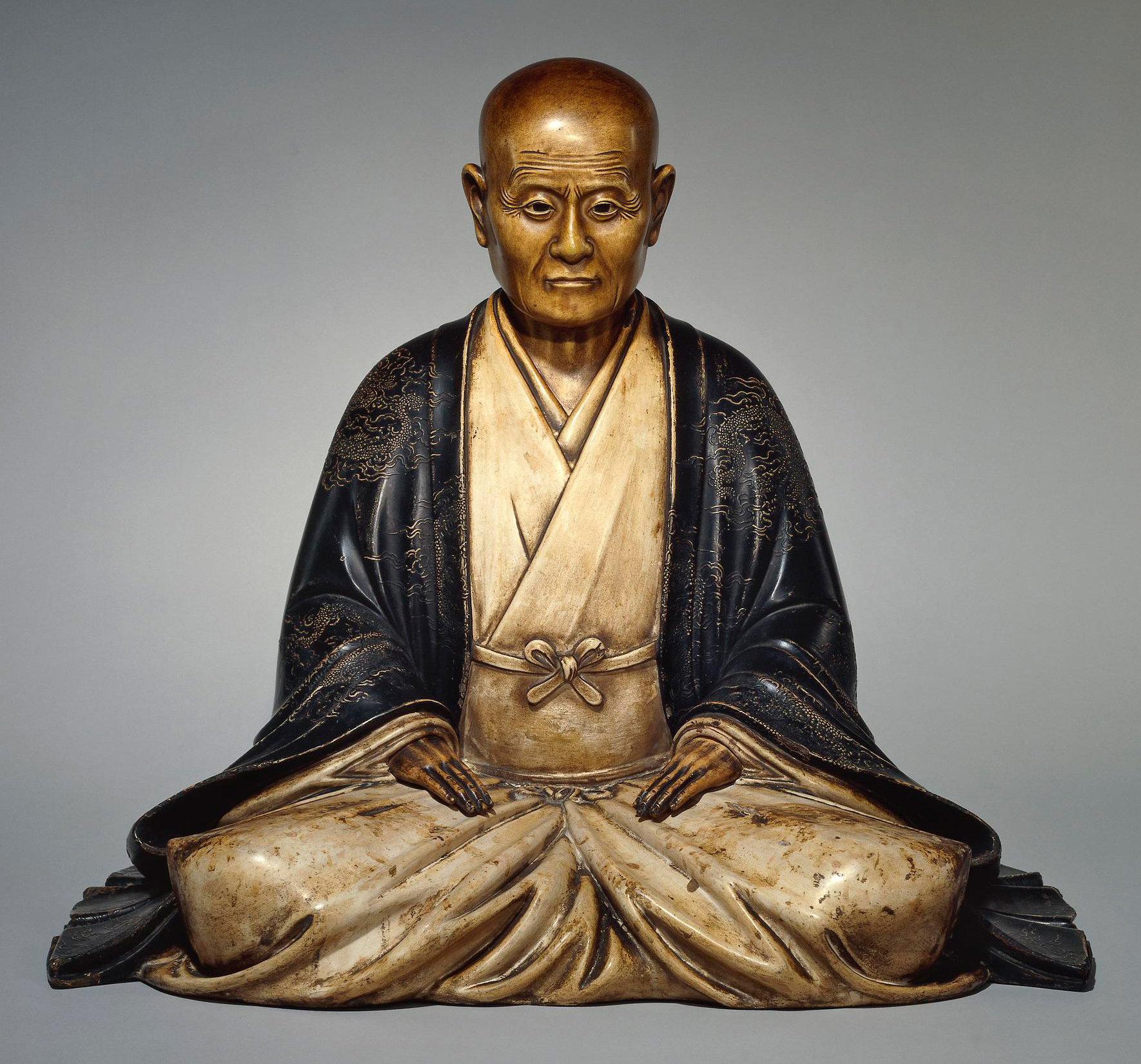
에도 시대에 일본에서 등장한 주로 상인들의 중산층인 초닌 조각. 18세기 초.

"중산층"이라는 용어는 제임스 브래드쇼의 1745년 소책자 계획에서 처음으로 입증되었다. 이 계획은 프랑스로 아이리시 양모를 운송하는 것을 막기 위한 것이다. 초기 근대 유럽에서 사용된 또 다른 표현은 "중간층"이었다.
"중산층"이라는 용어는 여러 가지 그리고 때로는 모순되는 의미를 가지고 있다.프리드리히 엥겔스는 이 범주를 후기 봉건주의 사회에서 귀족과 농민 사이의 중간 사회 계층으로 보았다. 귀족들이 시골의 대부분을 소유하고 농민들이 이를 운영하는 동안, 도시의 상업 기능을 중심으로 새로운 부르주아지(문자 그대로 "마을 주민")가 생겨났다. 프랑스에서는 중산층이 프랑스 혁명을 주도하는 데 도움을 주었다. 이 "중산층"은 결국 봉건 사회의 지배 군주제를 전복시켜 새로운 자본주의 사회에서 새로운 지배 계급 또는 부르주아지가 되었다.
그러나 "중산층"이라는 용어가 현대적으로 사용된 것은 1913년 영국 등기소장의 보고서로 거슬러 올라간다. 통계학자 T. H. C. 스티븐슨은 중산층을 상류층과 노동자 계층 사이에 속하는 계층으로 식별했다. 중산층에는 전문가, 관리자, 고위 공무원 등이 포함된다. 중산층 구성원의 주요 특징은 전 세계 금융 및 법정 자본의 대부분을 통제하는 엘리트 상류층의 지배 아래 있으면서도 상당한 인적 자본을 통제하는 것이다.
자본주의에서 "중산층"은 처음에 부르주아지를 지칭했지만, 이후 자본주의 사회가 발전하면서 계급이 더욱 분화되면서 이 용어는 소규모 부르주아지라는 용어와 동의어가 되었다. 자본주의 경제의 호황과 불황의 순환은 소규모 부르주아지 세계의 많은 부분을 주기적으로(그리고 어느 정도 일시적으로) 빈곤화하고 프롤레타리아화하여 노동자 계급과 소규모 부르주아지 지위 사이를 오가게 만든다. "중산층"에 대한 전형적인 현대 정의는 고전적인 소규모 부르주아지가 거의 전적으로 노동자의 고용으로만 소득을 창출하는 중소기업의 소유자라는 사실을 무시하는 경향이 있다. "중산층"은 노동 귀족, 전문직, 그리고 급여를 받는 사무직 노동자들의 조합을 의미하게 되었다.
중산층의 규모는 교육, 부, 양육 환경, 소셜 네트워크, 매너 또는 가치관 등에 따라 어떻게 정의되는지에 따라 달라진다. 이들은 모두 관련이 있지만 결정론적으로 크게 달라지지는 않는다. 이 주제에 대한 문헌에서는 종종 다음과 같은 요인들이 "중산층"으로 설명된다:"
- 고등 교육의 성취.
- 여가나 재산에 관계없이 학자, 변호사, 공인 엔지니어, 정치인, 의사 등 전문 자격을 보유하는 것.
- 높은 주택 소유율, 지연된 만족도, 그리고 안전하다고 인식되는 직업과 같은 부르주아적 가치에 대한 믿음.
- 라이프스타일. 영국에서는 역사적으로 사회적 지위가 미국보다 부와 덜 직접적으로 연관되어 왔다.[15][16] 또한 억양(발음 및 U와 비U 영어), 매너, 재학 중인 학교 유형(주립 또는 사립 학교), 직업, 가족, 친구 및 지인의 계층 등의 특성으로 평가받기도 했다.[17][18]

20세기 말, 미국에서는 더 많은 사람들이 자신을 중산층이라고 인식하게 되었다 (중요하지 않은 숫자들이 자신을 상류층이라고 인식했다). 영국의 노동당은 조직화된 노동 운동에서 성장하여 원래 노동 계급의 거의 모든 지지를 끌어냈으며, 1990년대 토니 블레어 치하에서 중산층뿐만 아니라 노동당의 전통적인 유권자 그룹인 노동 계급의 표를 얻기 위해 보수당과 경쟁하는 "신노동당"으로 재창조되었다. 영국인의 약 40%가 스스로를 중산층이라고 생각하며, 이 수치는 지난 몇십 년 동안 비교적 안정적으로 유지되었다.
OECD에 따르면 중산층은 중위 소득의 75%에서 200% 사이의 소득을 가진 가구를 의미한다.

## 마르크스주의, 마르크시즘
마르크스주의는 생산 수단과의 관계에 따라 사회 계층을 정의한다. 마르크스주의의 사회 계층 구분의 주요 기초는 생산 수단의 소유, 사회 노동 조직(생산 과정)에서 그것이 수행하는 역할과 위치, 부와 자원의 분배 및 양이다. 마르크스주의 작가들은 중산층이라는 용어를 다양한 방식으로 사용해 왔다. 처음에는 마르크스주의 모델에서 봉건주의가 쇠퇴하던 시기에 귀족과 프롤레타리아 사이에서 발생한 부르주아지(도시 상인 및 직업 계급)를 위해 사용되었다. 블라디미르 레닌은 "러시아의 농민 ...은 소규모 부르주아지의 8분의 9를 구성한다"고 말했다. 그러나 현대 선진국에서 마르크스주의 작가들은 소규모 부르주아지를 주로 중소기업 소유자로 정의하며, 이들은 주로 임금 노동자(은행가, 대규모 기업 신탁 소유자 등)의 착취로 소득을 창출하며, 의사, 엔지니어, 건축가, 변호사, 대학 교수 등 고학력 전문직 계층과 모든 규모의 자본주의 기업의 급여 중간 관리자(생산 수단 소유자) 사이에 위치한 "중간 계층"으로 정의한다(이들의 소득은 시간당 임금으로만 발생한다).
20세기 미국의 선구적인 마르크스주의 이론가인 루이스 C. 프레이나(루이스 코리)는 중산층을 "생계를 창출하는 생산적 재산의 소유자인 독립적인 소규모 사업가 계층"으로 정의했다. 프라이나의 관점에서 볼 때, 이 사회적 범주에는 "재산을 소유한 농부"가 포함되었지만, 무재산 소작농은 포함되지 않았다. 중산층에는 또한 급여를 받는 관리 및 감독 직원도 포함되었지만 "재산을 소유하지 않고 의존적인 급여를 받는 직원들의 대규모"는 포함되지 않았다. 프라이나는 급여를 받는 직원들의 전체 범주가 경제적 측면에서 "새로운 중산층"으로 충분히 설명될 수 있다고 추측했지만, 이는 "대부분의 구성원이 새로운 프롤레타리아트인" 사회적 그룹으로 남아있었다

## 전문-관리직 수업
1977년, 바바라 에렌라이히와 존 에렌라이히는 미국에서 새로운 계급을 "생산 수단을 소유하지 않고 사회적 분업에서 주요 기능을 하는 급여를 받는 정신 노동자들"로 정의했다. 에렌라이히 부부는 이 그룹을 "전문-관리 계층"이라고 명명했다. 이 중산층 전문가 그룹은 훈련과 교육(일반적으로 비즈니스 자격증 및 대학 학위)을 통해 다른 사회 계층과 구별된다. 학계와 교사, 사회복지사, 엔지니어, 회계사, 관리자, 간호사, 중간 관리자 등의 직업을 예로 들 수 있다. 에렌라이히 부부는 안드레 고르츠, 세르주 말레 등의 연구를 통해 '새로운 노동 계급'에 대한 정의를 발전시켰다. 이 정의는 교육과 중산층이라는 인식에도 불구하고 생산 수단을 소유하지 않았기 때문에 노동 계급의 일부였으며, 자본을 생산하기 위해 임금을 받는 노동자였다. 전문직-관리직 계급은 더 높은 직급과 급여를 추구한다. 그리고 그들 나라의 평균 이상의 소득을 가진 경향이 있다.

## 최근의 글로벌 성장
"중산층"이라는 용어의 현대적 정의는 종종 정치적 동기에 의해 결정되며, 애초에 사용하기 위해 고안된 정치적 목적의 긴급성뿐만 아니라 빈곤이 상대적으로 낮고 부의 분배가 상대적으로 평등한 현대 선진 산업 국가와 빈곤과 극도로 불평등한 부의 분배가 대다수의 인구를 압도하는 개발도상국 간의 부의 측정 및 비교를 위해 사용되는 보다 과학적이거나 덜 과학적인 방법의 다양성으로 인해 달라진다. 이러한 비교 방법 중 많은 것들이 가혹한 비판을 받았다. 예를 들어, 경제학자 토마스 피케티는 그의 저서 "21세기 자본"에서 전 세계에서 가장 일반적으로 사용되는 부의 비교 척도 중 하나인 지니 계수를 "합성 지수 ... 노동과 자본에 대한 불평등과 같은 매우 다른 것들을 혼합하여 불평등의 여러 차원과 작동하는 다양한 메커니즘을 명확하게 구분할 수 없는" 예로 설명한다
2009년 2월, 이코노미스트는 신흥국의 급속한 성장으로 인해 현재 전 세계 인구의 절반 이상이 중산층에 속한다고 주장했다. 이 보고서는 중산층을 빈곤층처럼 손과 입으로 생활하지 않도록 합리적인 수준의 재량 소득을 가진 계층으로 정의하고, 기본적인 식비와 주거비를 지불한 후 소득의 약 3분의 1이 재량 지출로 남는 시점부터 시작한다고 정의했다. 이를 통해 사람들은 소비재를 구매하고, 건강 관리를 개선하며, 자녀 교육을 제공할 수 있다. 신흥 중산층의 대부분은 개발도상국 기준으로는 중산층이지만 선진국 기준으로는 중산층이 아닌 사람들로 구성되어 있는데, 이는 화폐 소득이 선진국 수준과 일치하지 않지만 그 비율이 재량적이기 때문이다. 이 정의에 따르면 아시아의 중산층 인구는 2007년 또는 2008년경 서구의 중산층 인구를 넘어섰다.
이코노미스트의 기사는 많은 신흥국에서 중산층이 점진적으로 성장한 것이 아니라 폭발적으로 성장했다고 지적했다. 빈곤층이 수백만 명에 달하는 시점은 가난한 국가들이 국제 무역을 통해 값싼 노동력의 혜택을 최대한 받기 전, 세계 시장에서 값싼 상품으로 가격을 책정하는 시점이라고 주장된다. 또한 생계형 농부들이 공장에서 일하기 위해 한계 농장을 포기하고 임금이 국제 수준을 따라잡기 전에 경제 생산성이 몇 배로 증가하는 급속한 도시화의 시기이기도 한다. 이 단계는 1990년에서 2005년 사이에 중국에서 이루어졌으며, 중국의 '중산층'이 인구의 15%에서 62%로 증가하여 이제 막 인도에 도달하고 있다. 이코노미스트는 빈곤선 전반의 급증이 수십 년 동안 지속될 것이며 현재와 2030년 사이에 전 세계 중산층이 기하급수적으로 성장할 것이라고 예측했다. 학자들은 빠른 성장세를 바탕으로 전 세계 중산층이 지속 가능한 발전의 원동력이 될 것으로 예상한다. 그러나 이러한 가정은 논란의 여지가 있다 (아래 참조).
일부 연구자들에 의해 미국 중산층이 인구의 약 45%를 차지한다고 추정되기 때문에, 이코노미스트의 기사는 미국 중산층의 규모를 세계 평균보다 낮게 만들 것이다. 이 차이는 이코노미스트와 다른 많은 모델 간의 정의 차이가 매우 크기 때문이다.
2010년에 OECD의 작업 보고서에 따르면, 18억 명의 사람들이 이제 전 세계 "중산층"의 일원이 되었다고 주장했다. 2014년 10월에 발표된 크레디트 스위스의 2014년 글로벌 부의 보고서에 따르면, 10억 명의 성인이 "중산층"에 속하며, 부의 범위는 $10,000에서 $100,000 사이라고 추정되었다.
퓨 리서치 센터에서 수행한 연구에 따르면, 2011년 전 세계 인구의 16%가 "중위 소득"과 "상위 소득"이었다.
2019년 4월 OECD 보고서에 따르면, 밀레니얼 세대가 서구 세계에서 중산층에서 밀려나고 있다고 한다.

### 중국
21세기 초부터 중국의 중산층은 상당한 격차로 성장했다. 전략국제문제연구소에 따르면 2013년까지 중국 인구의 31%에 해당하는 약 4억 2천만 명이 중산층 자격을 얻었다. 세계은행의 중산층 정의에 따르면, 2017년 기준으로 중국 인구의 거의 40%가 하루에 10달러에서 50달러 사이의 지출을 하는 중산층으로 간주된다.
중국 중산층은 국경을 넘어 영향을 미치는 중요한 시장 세력을 대표한다. 번영과 소비 사회의 증대에 대한 약속은 이러한 성장의 원동력이었으며, 유럽과 북미에서 볼 수 있는 것과 유사한 정치적 변화의 잠재력을 시사하기도 했다. 그러나 중국 중산층은 서구의 중산층과는 상당히 다르다는 점에 주목하는 것이 중요하다. 중국의 성장에도 불구하고 중국 국가와 깊이 연결된 비교적 작은 그룹으로 남아 있다. 이러한 독특한 관계는 정치 변화에서 중국의 역할에 대한 가정에 도전한다. 이러한 인구통계학적 비판은 종종 정권 교체를 옹호하기보다는 기존 정치 틀 내에서 효율성과 사회 정의를 개선하는 데 초점을 맞추고 있다.

### 독일
2017년 안드레아스 레크비츠는 독일의 두 중산층을 설명했다: 새로운 중산층과 구 중산층이다. 신 중산층은 주로 "특히 지식 경제 분야에서 좋은 경력 전망을 가진 대도시의 높은 자격을 갖춘 학자들"로 구성된다. 이 새로운 중산층은 잦은 항공 여행으로 인해 생태적 발자취가 높지만, 그럼에도 불구하고 생태적으로 책임감 있는 행동을 중요하게 여긴다. 구 중산층은 "교육 수준이 중간 정도인 사람들로, 종종 소도시 농촌 지역에서 보수적이고 전통적인 태도를 가진 사람들"이다.”

### 인도
인도의 중산층 인구 수에 대한 추정치는 매우 다양하다. 1983년 기사에 따르면 인도 중산층은 7천만에서 1억 명 사이로 추정된다. 한 연구에 따르면 1990년까지 인도의 중산층은 6천만에서 8천만 명 사이였다. 이코노미스트에 따르면 2017년 기준으로 인도 인구 중 7,800만 명이 중산층으로 간주되며, 이는 인도 국가 응용 경제 연구 위원회에서 사용하는 기준인 하루 10달러 이상을 버는 사람들의 기준을 사용하여 정의할 수 있다. 하루 소득이 $2에서 $10 사이인 사람들을 포함하면 그 수는 6억 4천만 명으로 증가한다. 연구자들은 이를 "새로운 중산층"이라고 불렀다. 고려된 조치에는 지리, 생활 방식, 소득, 교육 등이 포함된다. 2018년 세계 불평등 보고서에 따르면 엘리트(상위 10%)는 중산층보다 더 높은 비율로 부를 축적하고 있으며, 인도의 중산층이 성장하기보다는 규모가 줄어들고 있을 수 있다고 결론지었다.

### 아프리카
스탠다드뱅크 경제학자 사이먼 프리맨틀의 2014년 연구에 따르면, 아프리카 11개국의 총 1,530만 가구가 중산층이다: 앙골라, 에티오피아, 가나, 케냐, 모잠비크, 나이지리아, 남수단, 수단, 탄자니아, 우간다, 잠비아가 이에 해당한다. 남아프리카 공화국에서 인종 관계 연구소가 2015년에 실시한 보고서에 따르면 다양한 기준에 따르면 남아프리카 공화국 사람들의 10%에서 20%가 중산층이라고 추정된다. 이전 연구에 따르면 2008년 남아프리카공화국 인구의 21.3%가 중산층에 속한다고 추정했다.
EIU Canback의 연구에 따르면 아프리카인의 90%가 하루 소득 10달러 이하로 떨어진다. 남아프리카 공화국을 제외한 10~20달러 중산층의 아프리카인 비율은 2004년에서 2014년 사이에 4.4%에서 6.2%로 증가했다. 같은 기간 동안 "상위 중산층" 소득(하루 $20~$50)의 비율은 1.4%에서 2.3%로 증가했다.
2014년 독일 개발 연구소의 연구에 따르면, 1990년부터 2010년까지 사하라 사막 이남 아프리카의 중산층 인구는 1,400만 명에서 3,100만 명으로 증가했다.

### 라틴 아메리카
라틴 아메리카 중산층의 규모에 대한 추정치는 수년에 걸쳐 다양했다. 1960년 연구에 따르면, 라틴 아메리카 전체에서 인디언을 제외한 중간 계층은 국가 사회의 20% 미만을 차지한다고 한다. 1964년 연구에 따르면 4,500만 명의 라틴 아메리카인이 도시 중산층에 속하는 반면, 1,500만 명은 도시 부유층에 속하는 것으로 추정되었으며, 800만 명은 농촌 중산층과 부유층에 속하는 것으로 나타났다.브라질의 한 추정에 따르면 1970년 중산층은 전체 인구의 12%를 차지한 반면 중산층은 3%를 차지했다. 1970년대 중반, 한 권위자에 의해 브라질 중산층이 인구의 15%에서 25% 사이를 차지한다고 추정되었다. 1969년 경제 조사에 따르면 브라질 국민의 15%가 중산층에 속한다고 추정되었다. 1970년까지 한 연구에 따르면 아르헨티나 중산층은 경제활동 인구의 38%를 차지한 반면, 브라질은 19%, 멕시코는 24%를 차지했다. 1975년 멕시코에 대한 연구에 따르면 1968년 중산층(연간 2,000~5,000페소를 버는 가족으로 정의됨)은 인구의 36.4%를 차지한 반면, 상류층(연간 5,000페소 이상을 버는 가족으로 정의됨)은 인구의 9.4%, 하층층(연간 2,000페소 미만을 버는 가족으로 정의됨)은 인구의 53.9%를 차지한 것으로 추정되었다.
세계은행의 연구에 따르면 2003년부터 2009년까지 중산층 라틴 아메리카인의 수는 1억 3천만 명에서 1억 5천 2백만 명으로 증가했다.

### 러시아
2012년 러시아의 '중산층'은 전체 인구의 15%로 추정되었다. 지속 가능한 성장으로 인해 위기 이전에는 레벨이 초과되었다. I2015년 러시아 과학 아카데미의 연구에 따르면 러시아 인구의 약 15%가 "확실히 중산층"인 반면, 나머지 25%는 "주변부"에 속한다고 추정했다.

## 같이 보기
- 상류층